# Rosemary Margaret Smith
Rosemary Margaret Smith (1933 - 2004) foi uma botânica escocesa .